# Prenos toplote
Prenos toplôte je spontan prenos toplotne energije z mesta z višjo temperaturo na mesto z nižjo temperaturo. Za toplotni tok, ki je posledica krajevno in časovno spremenljivega temperaturnega polja, veljajo zakoni termodinamike. Prenešeno toplotno energijo se lahko meri le posredno z merjenjem temperature in poznavanjem lastnosti snovi skozi katero poteka prenos toplote.
Na splošno se loči (vsaj) tri osnovne, fizikalno različne mehanizme, čeprav ti v praksi pogosto nastopajo istočasno:
- prevajanje toplote ali kondukcija, pomeni prenašanje toplotne energije skozi trdna telesa;
- prestop toplote ali konvekcija, pomeni mehanizem prenosa toplote, ki se ponavlja zaradi razsutega gibanja tekočine;
- sevanje toplote ali radiacija, pomeni elektromagnetno valovanje, ki nastane pri toplotnem gibanju nabitih delcev v snovi.

Poljudno se za opisovanje prenosa toplote marsikdaj uporabi pojme prevod toplote, prestop toplote, izgubljanje toplote, pridobivanje toplote ter prehod toplote. V strokovni literaturi se izraz prehod toplote uporablja pri nastopu vsaj dveh mehanizmov hkrati.

## Mehanizmi prenosa toplote

### Prevajanje toplote
V mikroskopskem merilu se toplotna prevodnost pojavi, ko vroči, hitro premikajoči se ali vibrirajoči atomi in molekule medsebojno delujejo s sosednjimi atomi in molekulami ter prenesejo del svoje energije (toplote) na te sosednje delce. Z drugimi besedami, toplota se prenaša s prevodnostjo, ko sosednji atomi vibrirajo drug proti drugemu ali ko se elektroni premikajo od enega atoma do drugega. Prevodnost je najpomembnejši način prenosa toplote znotraj trdnega ali med trdnimi predmeti v toplotnem stiku. Toplotna prevodnost je študija toplotne prevodnosti med trdnimi telesi, ki so v stiku. Proces prenosa toplote z enega mesta na drugo mesto brez premikanja delcev imenujemo prevodnost, na primer pri polaganju roke na hladen kozarec vode – toplota se od tople kože prevaja na hladen kozarec, če pa roko držimo nekaj centimetrov od stekla, bi prišlo do majhne prevodnosti, saj je zrak slab prevodnik toplote.
Empirični zakon prevoda toplote temelji na Biotovem eksperimentalnem delu, vendar je v glavnem poznan kot zakon o prevajanju toplote (Fourierov zakon), ki pravi, da je toplotni tok v dani smeri sorazmeren površini, ki je pravokotna na smer toplotnega toka in temperaturnemu gradientu v tej smeri. V smeri osi x se lahko zapiše toplotni tok:
{\displaystyle Q_{x}=-\lambda A_{x}{\frac {\partial T}{\partial x}}\!\,.}
Gostota toplotnega toka pa je:
{\displaystyle q_{x}={\frac {Q_{x}}{A_{x}}}=-\lambda {\frac {\partial T}{\partial x}}\!\,.}
Proporcionalnostni faktor λ je toplotna prevodnost snovi (snovna značilnost). Največjo prevodnost imajo v splošnem čiste kovine, pri plinih in parah pa je najmanjša:
| kovine            | 50 ... 400 W/mK    |
| ----------------- | ------------------ |
| zlitine           | 10 ... 120 W/mK    |
| kapljevine        | 0.1 ... 0.7 W/mK   |
| izolacijske snovi | 0.03 ... 0.1 W/mK  |
| plini             | 0.007 ... 0.1 W/mK |

### Prestop toplote
Konvektivni prenos toplote ali preprosto konvekcija je prenos toplote z enega mesta na drugega z gibanjem tekočin, proces, ki je v bistvu prenos toplote preko prenosa mase. Gibanje tekočine poveča prenos toplote v številnih fizikalnih situacijah, kot na primer med trdno površino in tekočino. Konvekcija je običajno prevladujoča oblika prenosa toplote v tekočinah in plinih. Čeprav se včasih obravnava kot tretja metoda prenosa toplote, se konvekcija običajno uporablja za opis kombiniranih učinkov toplotne prevodnosti znotraj tekočine (difuzija) in prenosa toplote s pretokom velike količine tekočine. Proces transporta s pretakanjem tekočine je znan kot advekcija, vendar je čista advekcija izraz, ki je na splošno povezan le z množičnim transportom v tekočinah. V primeru prenosa toplote v tekočinah, kjer transport z advekcijo v tekočini vedno spremlja tudi transport s toplotno difuzijo (znan tudi kot toplotna prevodnost), se proces toplotne konvekcije nanaša na vsoto prenosa toplote z advekcijo in prevodnostjo.
Če to gibanje nastane zaradi črpalke, ventilatorja, ipd., je govor o prisilni konvekciji. V nasprotnem primeru pa je govora o naravni konvekciji, kjer je vzrok gibanja razlika gostot tekočine, kar je posledica temperaturnih razlik med sosednjimi deli tekočine.
Toplotni tok med trdno površino temperature {\displaystyle T_{s}}in okoliško tekočino povprečne temperature {\displaystyle T_{f}}je podan z Newtonovim zakonom prestopa toplote:
{\displaystyle q=\alpha (T_{s}-T_{f})\!\,.}
α pomeni toplotno prestopnost (na enoto površine). Toplotna prestopnost je analitično določljiva le za zelo enostavne primere toka (npr. laminaren tok okrog teles enostavnih oblike). V splošnem pa se jo določi iz eksperimentalno dobljenih obrazcev.
Toplotna prestopnost ni snovna značilnost, saj je odvisna ne le od oblike in vrste snovi, temveč tudi od temperature, hitrosti tekočine, itd.
| zrak (ΔT=25°C) | 5...10 W/m^2K    |
| olje (ΔT=25°C) | 30...60 W/m^2K   |
| voda (ΔT=25°C) | 400...600 W/m^2K |

| zrak (v=10m/s)   | 20...40 W/m^2K |
| olje (v=5m/s)    | 1800 W/m^2K    |
| voda (m'=1 kg/s) | 10500 W/m^2K   |

### Sevanje toplote
Prenos toplote je prenos energije preko toplotnega sevanja, to je elektromagnetnih valov. Pojavi se v vakuumu ali v katerem koli mediju (trdna snov, tekočina ali plin). Toplotno sevanje oddajajo vsi predmeti pri temperaturah nad absolutno ničlo (0 Kelvinov oz. -273,16°C) zaradi naključnih premikov atomov in molekul v snovi. Ker so ti atomi in molekule sestavljeni iz nabitih delcev (protonov in elektronov), njihovo gibanje povzroči oddajanje elektromagnetnega sevanja, ki sprošča energijo.
Vse snovi oddajajo toploto v obliki toplotnega sevanja (elektromagnetno valovanje), ki pride do izraza pri višjih temperaturah. Telesa sevano toploto tudi vsrkavajo, odbijajo in prepuščajo.
Največji sevalni toplotni tok, ki ga telo s temperaturo T oddaja v prostor, je podan s Stefan-Boltzmannovim zakonom.
{\displaystyle E_{0}=\sigma T^{4}\!\,,}
kjer je {\displaystyle E_{0}} gostota izsevanega toka črnega telesa, T absolutna temperatura in {\displaystyle \sigma =5,6697\cdot 10^{-8}\mathrm {W} /\mathrm {m} ^{2}\mathrm {K} ^{4}} oz. Stefanova konstanta. Gostota sevalnega toplotnega toka E je vedno manjša od gostote sevalnega toplotnega toka črnega telesa:
{\displaystyle E=\varepsilon E_{0}=\varepsilon \sigma T^{4}\!\,,}
kjer je emisivnost ε vedno manjša od 1.
Pri enostavnem zgledu dveh enako velikih vzporednih površin, za kateri velja toplotni tok s sevanjem:
{\displaystyle Q=A\epsilon \sigma (T_{1}^{4}-T_{2}^{4})\!\,,}
{\displaystyle q=\alpha _{s}(T_{1}-T_{2})={\frac {Q}{A}}\!\,,}
kjer je sevalna toplotna prestopnost:
{\displaystyle \alpha _{s}=\varepsilon \sigma (T_{1}^{2}+T_{2}^{2})(T_{1}+T_{2})\!\,.}
Če je razlika temperatur {\displaystyle T_{1}}in {\displaystyle T_{2}}dovolj majhna v primerjavi s {\displaystyle T_{1}}, se lahko zgornjo enačbo linearizira z aproksimacijo:
{\displaystyle Q=4A\varepsilon \sigma T_{1}^{3}(T_{1}-T_{2})\!\,,}
sevalna prestopnost toplote pa je tedaj:
{\displaystyle \alpha _{s}=4T_{1}^{3}\varepsilon \sigma \!\,.}

## Fazni prehod
Fazni prehod ali fazna sprememba poteka v termodinamičnem sistemu iz ene faze ali stanja snovi v drugo s prenosom toplote. Primeri faznih sprememb so taljenje ledu ali vrenje vode. Glavni fazni prehodi pri analizi prenosa toplote so:
- Vrenje oz. izparevanje, pomeni prehod snovi iz tekočega v plinasto agregatno stanje,
- Kondenzacija, pomeni prehod snovi iz plinastega v tekoče agregatno stanje,
- Taljenje, pomeni prehod snovi iz trdne v tekoče agregatno stanje,
- Strjevanje, pomeni prehod snovi iz tekočega v trdno agregatno stanje.

### Vrenje
Vrenje je proces v katerem snov preide iz tekočega v plinasto agregatno stanje. Proces vrenja se zgodi pri temperaturi vrelišča. Vrelišče snovi je temperatura, pri kateri je tlak tekočine enak tlaku, ki obdaja tekočino in tekočina izhlapi, kar povzroči nenadno spremembo prostornine pare.
V zaprtem sistemu temperatura nasičenja in vrelišče pomenita isto stvar. Temperatura nasičenja je temperatura pri določenem tlak nasičenja, pri kateri tekočina zavre v svojo parno fazo. Za tekočino lahko rečemo, da je nasičena s toplotno energijo. Vsak dodatek toplotne energije povzroči fazni prehod.
Pri standardnem atmosferskem tlaku in nizkih temperaturah ne pride do vrenja, hitrost prenosa toplote pa nadzorujejo običajni enofazni mehanizmi. Ko se površinska temperatura poveča, pride do lokalnega vrenja in parni mehurčki nastanejo, zrastejo v hladno tekočino in se zrušijo. To je podhlajeno nukleatno vrenje in je zelo učinkovit mehanizem za prenos toplote. Pri visokih stopnjah nastajanja mehurčkov se začnejo mehurčki motiti in toplotni tok se ne povečuje več hitro s temperaturo površine (to je odmik od nukleatnega vrenja).

### Kondenzacija
Kondenzacija nastane, ko se para ohladi in spremeni svojo fazo v tekočino. Kondenzacija poteka pri temperaturi vrelišča, ki je odvisna od tlaka. Ob kondenzaciji plin odda izparilno toploto. Količina toplote je enaka tisti, ki se absorbira med izhlapevanjem pri enakem tlaku tekočine.
Obstaja več vrst kondenzacije:
- Homogena kondenzacija, kot pri nastajanju megle.
- Kondenzacija v neposrednem stiku s podhlajeno tekočino.
- Kondenzacija ob neposrednem stiku s hladilno steno toplotnega izmenjevalnika: To je najpogostejši način, ki se uporablja v industriji:
  - Filmska kondenzacija je proces, ko se na podhlajeni površini oblikuje tekoči film in se običajno pojavi, ko tekočina zmoči površino.
  - Kapljična kondenzacija je proces, ko na podhlajeni površini nastanejo kapljice tekočine, običajno pa se pojavi, ko tekočina površine ne zmoči.

Kapljično kondenzacijo je težko zanesljivo vzdrževat  zato je industrijska oprema običajno zasnovana za delovanje v načinu filmske kondenzacije.

### Taljenje
Taljenje je toplotni proces, ki povzroči fazni prehod snovi iz trdnega v tekoče. Taljenje poteka pri temperaturi tališča, ki je odvisna od tlaka. Ob taljenju je trdnini treba dovesti talilno toploto. Notranja energija snovi se poveča, običajno s toploto ali tlakom, kar ima za posledico dvig njene temperature do tališča, pri katerem se urejenost ionskih ali molekularnih entitet v trdni snovi razgradi v manj urejeno stanje in trdna snov se utekočini. Staljene snovi imajo na splošno zmanjšano viskoznost pri povišani temperaturi.

### Strjevanje
Strjevanje je fazni prehod, pri katerem snov preide iz kapljevinskega v trdno agregatno stanje. Strjevanje poteka pri temperaturi tališča, ki je odvisna od tlaka. Ob strjevanju kapljevini odda talilno toploto.

## Inženirske aplikacije
Prenos toplote ima široko uporabo pri delovanju številnih naprav in sistemov. Načela prenosa toplote se lahko uporabljajo za ohranjanje, zvišanje ali znižanje temperature v najrazličnejših okoliščinah. Metode prenosa toplote se uporabljajo v številnih disciplinah, kot so avtomobilska industrija, hlajenje elektronskih naprav in sistemov, klimatske naprava, izolacija, obdelava materialov.

### Toplotno sevanje, upornost in izolacija
Toplotni izolatorji so materiali, posebej zasnovani za zmanjšanje pretoka toplote z omejevanjem prevodnosti, konvekcije ali obojega. Toplotna upornost je toplotna lastnost in meritev, s katero se predmet ali material upira toplotnemu toku (toplota na časovno enoto ali toplotna upornost) do temperaturne razlike.
Sevalne pregrade so materiali, ki odbijajo sevanje in zato zmanjšujejo prenos toplote iz virov sevanja. Dobri izolatorji niso nujno dobre sevalne pregrade in obratno. Kovina je na primer odličen reflektor in slab izolator.
Učinkovitost sevalne pregrade je označena z njeno odbojnostjo, ki je delež odbitega sevanja. Material z visoko odbojnostjo (pri določeni valovni dolžini) ima nizko oddajno sposobnost (pri isti valovni dolžini) in obratno. Pri kateri koli specifični valovni dolžini je odbojnost = 1 - oddajna sposobnost. Idealna sevalna pregrada bi imela odbojnost 1 in bi torej odražala 100 odstotkov vhodnega sevanja. V vakuumu vesolja sateliti uporabljajo večplastno izolacijo, ki močno zmanjša prenos toplote preko sevanja in tako omogoča vzdrževanje ustrezne temperature satelita.

### Toplotne naprave
Toplotni stroj je naprava, ki izvaja pretvorbo toka toplotne energije (toplote) v mehansko energijo za opravljanje mehanskega dela.
Termoelement je pogosto uporabljen tip temperaturnega senzorja za merjenje in nadzor ter se lahko uporablja tudi za pretvarjanje toplote v električno energijo.
Termoelektrični hladilnik je polprevodniška elektronska naprava, ki črpa (prenaša) toploto z ene strani naprave na drugo, ko skozenj teče električni tok. Temelji na Peltierjevem učinku.
Termični usmernik je naprava, ki povzroči pretok toplote prednostno v eni smeri.

#### Toplotni izmenjevalniki
Toplotni izmenjevalnik se uporablja za učinkovitejši prenos toplote ali za odvajanje toplote. Toplotni izmenjevalniki se pogosto uporabljajo pri hlajenju, klimatizaciji, ogrevanju prostorov, proizvodnji električne energije in kemični predelavi. Eden pogostih primerov toplotnega izmenjevalnika je avtomobilski radiator, v katerem se vroča hladilna tekočina ohladi s tokom zraka po površini radiatorja.
Običajni tipi tokov toplotnega izmenjevalnika vključujejo vzporedni tok, nasprotni tok in navzkrižni tok. V vzporednem toku se obe tekočini gibljeta v isto smer, medtem ko prenašata toploto; v nasprotnem toku se tekočine premikajo v nasprotnih smereh; in pri navzkrižnem toku se tekočine premikajo pod pravim kotom druga na drugo. Običajne vrste toplotnih izmenjevalcev vključujejo lupino in cev, dvojno cev, ekstrudirano rebrasto cev, spiralno rebrasto cev, U-cev in zložno ploščo. Vsaka vrsta ima določene prednosti in slabosti pred drugimi vrstami
Hladilno telo je komponenta, ki prenaša toploto, ustvarjeno v trdnem materialu, na tekoči medij, kot je zrak ali tekočina. Primeri hladilnikov so toplotni izmenjevalniki, ki se uporabljajo v hladilnih in klimatskih sistemih ali radiator v avtomobilu. Toplotna cev je drug primer naprave za prenos toplote, ki združuje toplotno prevodnost in fazni prehod za učinkovit prenos toplote med dvema trdnima vmesnikoma.